# TROUBLE IN PARADISE (杏里の曲)
「TROUBLE IN PARADISE」（トラブル・イン・パラダイス）は、杏里19枚目のシングル。1986年12月5日発売。発売元はフォーライフ・レコード。

## 解説
10thアルバム『TROUBLE IN PARADISE』に収録されていた同タイトル曲を英語で歌唱し、『TROUBLE IN PARADISE(English Long Version)』として12インチシングル盤の形状で発売された。1988年のベストアルバム『MY FAVORITE SONGS』で初CD化されていたが、2011年に最新リマスターされて紙ジャケット仕様で再リリースされた、アルバム『TROUBLE IN PARADISE』にボーナス・トラックとして再収録された。

## 収録曲
編曲：井上鑑
1. TROUBLE IN PARADISE
  - 作詞・作曲：DELROY MURRAY,ROBIN ACHAMPONG,CARL STURKEN,EVAN ROGERS
2. CHRISTMAS CALENDAR
  - 作詞：吉元由美 作曲：杏里

## 関連作品
- TROUBLE IN PARADISE
- MY FAVORITE SONGS
- MY FAVORITE SONGS 2